# Protoptila phyllisae
Protoptila phyllisae är en nattsländeart som beskrevs av Bueno-soria 1983. Protoptila phyllisae ingår i släktet Protoptila och familjen stenhusnattsländor. Inga underarter finns listade i Catalogue of Life.